# 柯俊 (清朝)
柯俊，中國清朝武官官員，本籍浙江。
武進士出身的柯俊於乾隆四十八年（1783年）奉旨接替王光韜，於台灣地區擔任澎湖水師協副將。而隸屬台灣鎮之下的此官職職等為正二品，是台灣清治時期的這階段，扼守台灣海峽的重要武將，並統帥兩標水營，數千名水師兵勇。同年，他升任金門總兵。